# Harrell L. Strimple Award
Der Harrell L. Strimple Award (oder kurz Strimple Award) ist ein Preis in Paläontologie der Paleontological Society, der nur an nicht-professionelle Paläontologen („Amateur-Paläontologen“) verliehen wird. Der Preisträger kann wissenschaftliche Leistungen erbracht haben, als Sammler oder für Geotopschutz oder öffentliche Wirksamkeit für die Paläontologie ausgezeichnet werden.

## Preisträger
- 1984 Familie von Lloyd Gunther
- 1985 W. H. White, Jr.
- 1986 W. D. „Ted“ White
- 1987 Calvin O. Levorson und Arthur J. Gerk
- 1988 Claud William Wright
- 1989 Ernest Hammon und Onsby Hammon
- 1990 Karl F. Hirsch
- 1991 Melvin S. Ashwill
- 1992 Gerald R. Case
- 1993 Peter J. Harmatuk
- 1994 Ross E. Berglund
- 1995 Marshall Lambert
- 1996 William D. Pitt und Lois J. Pitt
- 1997 Hans Hagdorn
- 1998 Peter LeGrand Smith
- 1999 Familie Aranguti
- 2000 Dean Pearson
- 2001 Stephen Felton
- 2002 Hans Hess
- 2003 Wesley C. Wehr
- 2004 Thomas E. Whiteley
- 2005 Clarence Schuchman
- 2006 Christopher L. Garvie
- 2007 Norman D. Rowe
- 2008 Tom Witherspoon
- 2009 David Kohls
- 2010 Joe Collins
- 2011 Michael Topor und John Topor
- 2012 George H. Junne, Jr.
- 2013 Antonio De Angeli
- 2014 Héctor Gerardo Porras Múzquiz
- 2015 Jack M. Wittry
- 2016 Samuel J. Ciurca
- 2017 Ross Fargher
- 2018 Jack Kallmeyer
- 2019 James Goedert, Gail Goedert
- 2020 Linda McCall
- 2021 Daniel Phelps
- 2022 Joseph M. Koniecki
- 2023 Brian Hebert[1]